# Tomer Pawlicki
Tomer Pawlicki (Tel Aviv, 22 april 1986) is een Nederlands schrijver en toneel- en filmacteur van Israëlische afkomst.
Pawlicki is in 2011 afgestudeerd aan de toneelschool Arnhem. 
Hij schreef de autobiografische roman Dankzij de oorlog, die in 2017 is verschenen bij Ambo|Anthos en een theatermonoloog met dezelfde titel die hij in 2014/2015 speelde in de Nederlandse theaters. Deze tekst is verschenen bij De Nieuwe Toneelbibliotheek. Ook schreef hij het jeugdstuk De Stokjesman, dat werd opgevoerd door De Toneelmakerij en Dood Paard. Ook deze tekst is uitgegeven door De Nieuwe Toneelbibliotheek. 
Pawlicki was in 2015 te zien in de voorstelling Pax Mama, naar een tekst van Arnon Grunberg, geregisseerd door Gerardjan Rijnders. In 2016 speelde hij in het musical Soldaat van Oranje. Andere theaterproducties waarin hij heeft gespeeld waren onder meer Leuk, Rabbithole van De Toneelmakerij, Women in Troy & Speelplaats van Dood Paard. Ook speelde hij in diverse televisie- en filmproducties zoals Rampvlucht en Rough Diamonds. Sinds 2023 maakt hij deel uit van toneelgezelschap Dood Paard.

## Filmografie
- 2011: Rembrandt en ik als Jan Swammerdam (miniserie)
- 2012: Flikken Maastricht als Duitse agent (televisieserie, gastrol)
- 2012: Gerede Twijfel als Boaz (televisieserie)
- 2012: De ontmaagding van Eva van End als Erwin van End
- 2013: Mannenharten
- 2014: Aanmodderfakker als neef Erwin
- 2014: Nieuwe buren als receptionist (televisieserie, gastrol)
- 2016: Moos als Gideon
- 2016: Hoe het zo kwam dat de Ramenlapper Hoogtevrees Kreeg als jongeman met rood haar
- 2017: B.A.B.S. als Levie (televisieserie, gastrol)
- 2022 Rampvlucht, als piloot
- 2023 Rough Diamonds